# Mistrovství světa v rychlobruslení ve víceboji 2013
Mistrovství světa v rychlobruslení ve víceboji 2013 se konalo ve dnech 16. a 17. února 2013 v rychlobruslařské hale Vikingskipet v norském Hamaru. Jednalo se o 107. šampionát pro muže a 71. pro ženy. Z předchozího mistrovství světa obhajovali tituly Nizozemec Sven Kramer a jeho krajanka Ireen Wüstová, kteří zvítězili i v roce 2013.
Čeští závodníci na mistrovství nestartovali. Martina Sáblíková se odhlásila kvůli ještě ne zcela doléčeným zádům, pro které by náročný program čtyřboje byl velkou zátěží, Karolína Erbanová kvůli předchozímu náročnému sprinterskému programu.
| Program                                       | Program                                           |
| --------------------------------------------- | ------------------------------------------------- |
| 16. února                                     | 17. února                                         |
| 500 m ženy 500 m muži 3000 m ženy 5000 m muži | 1500 m ženy 1500 m muži 5000 m ženy 10 000 m muži |

## Muži

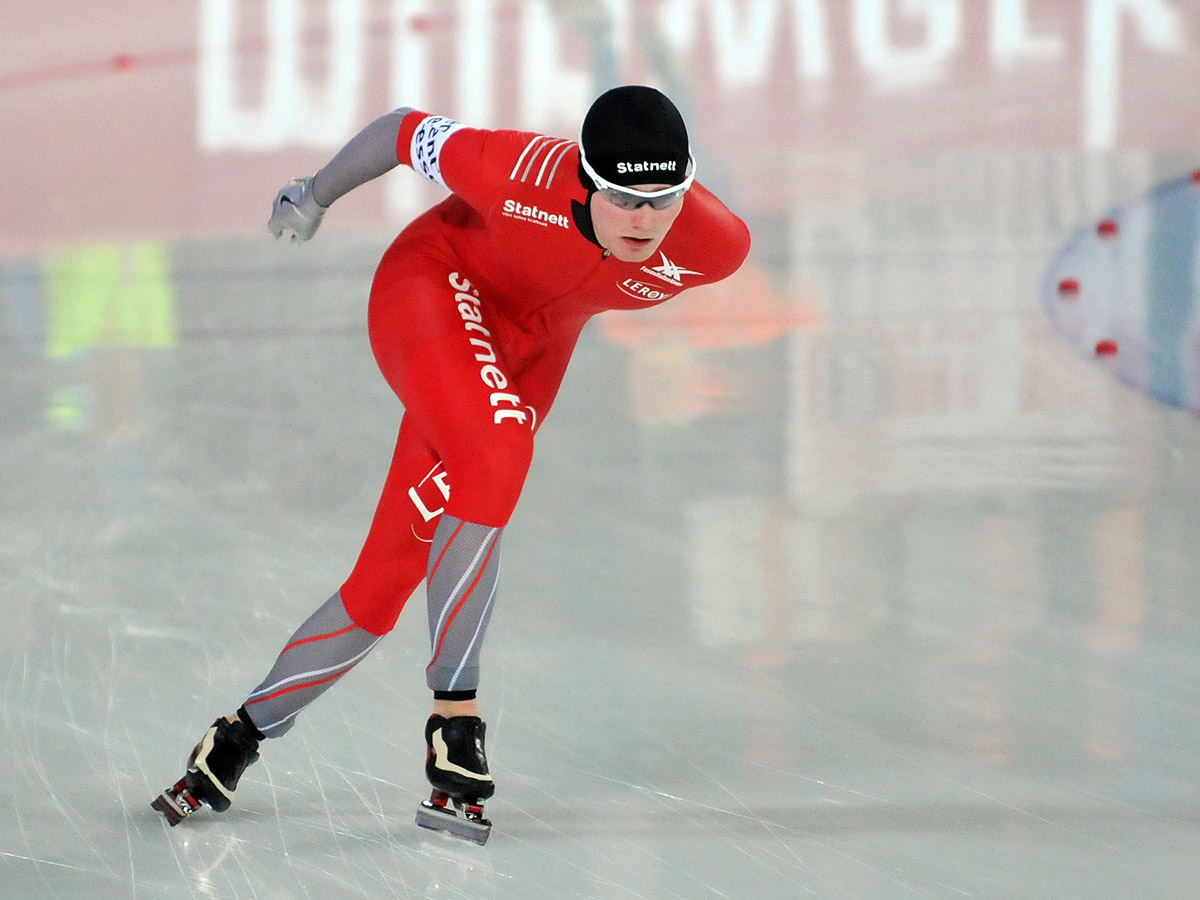
Sverre Lunde Pedersen na Mistrovství světa ve víceboji 2013

Mužského mistrovství světa ve víceboji se zúčastnilo celkem 24 závodníků, 17 z Evropy: Nizozemsko (4), Norsko (3), Polsko (3), Rusko (2), Belgie (1), Itálie (1), Lotyšsko (1), Německo (1), Rakousko (1); 4 ze Severní Ameriky: Kanada (2), USA (2); a 3 z Asie: Čína (1), Japonsko (1), Jižní Korea (1).
Na šampionát se kvalifikoval také jihokorejský rychlobruslař I Sung-hun, po jeho odhlášení připadlo volné místo Japonsku.
| Pořadí           | Jméno                 | Země       | 500 m       | 5000 m        | 1500 m        | 10 000 m      | Počet bodů |
| ---------------- | --------------------- | ---------- | ----------- | ------------- | ------------- | ------------- | ---------- |
| Zlatá medaile    | Sven Kramer           | Nizozemsko | 36,71 (9.)  | 6:13,42 (1.)  | 1:46,75 (4.)  | 13:11,86 (1.) | 149,228    |
| Stříbrná medaile | Håvard Bøkko          | Norsko     | 36,01 (2.)  | 6:22,00 (5.)  | 1:46,34 (1.)  | 13:15,83 (3.) | 149,447    |
| Bronzová medaile | Bart Swings           | Belgie     | 36,73 (10.) | 6:19,72 (3.)  | 1:46,51 (3.)  | 13:11,91 (2.) | 149,800    |
| 4.               | Sverre Lunde Pedersen | Norsko     | 36,66 (7.)  | 6:20,06 (4.)  | 1:47,15 (8.)  | 13:25,65 (4.) | 150,664    |
| 5.               | Ivan Skobrev          | Rusko      | 36,79 (12.) | 6:19,06 (2.)  | 1:46,92 (6.)  | 13:35,90 (6.) | 151,131    |
| 6.               | Renz Rotteveel        | Nizozemsko | 36,92 (14.) | 6:25,12 (7.)  | 1:48,39 (11.) | 13:35,84 (5.) | 152,354    |
| 7.               | Haralds Silovs        | Lotyšsko   | 36,20 (3.)  | 6:32,52 (12.) | 1:47,11 (7.)  | 13:47,38 (7.) | 152,524    |
| 5.               | Zbigniew Bródka       | Polsko     | 35,80 (1.)  | 6:35,88 (15.) | 1:46,49 (2.)  | 14:09,29 (8.) | 153,348    |
| 9.               | Koen Verweij          | Nizozemsko | 36,65 (6.)  | 6:24,35 (6.)  | 1:47,51 (9.)  | —             | 110,921    |
| 10.              | Denis Juskov          | Rusko      | 36,97 (16.) | 6:28,23 (10.) | 1:46,77 (5.)  | —             | 111,383    |
| 11.              | Jan Blokhuijsen       | Nizozemsko | 36,68 (8.)  | 6:25,89 (8.)  | 1:48,59 (13.) | —             | 111,465    |
| 12.              | Jan Szymański         | Polsko     | 36,39 (4.)  | 6:35,43 (14.) | 1:48,02 (10.) | —             | 111,939    |
| 13.              | Jonathan Kuck         | USA        | 37,41 (18.) | 6:27,62 (9.)  | 1:48,44 (12.) | —             | 112,318    |
| 14.              | Dmitrij Babenko       | Kazachstán | 37,22 (17.) | 6:34,93 (13.) | 1:49,57 (16.) | —             | 113,236    |
| 15.              | Simen Spieler Nilsen  | Norsko     | 36,74 (11.) | 6:42,07 (19.) | 1:49,71 (17.) | —             | 113,517    |
| 16.              | Roland Cieślak        | Polsko     | 37,41 (18.) | 6:37,71 (16.) | 1:49,15 (14.) | —             | 113,564    |
| 17.              | Lucas Makowsky        | Kanada     | 36,81 (13.) | 6:46,75 (21.) | 1:49,15 (14.) | —             | 113,868    |
| 18.              | Moritz Geisreiter     | Německo    | 38,55 (24.) | 6:31,13 (11.) | 1:49,93 (18.) | —             | 114,306    |
| 19.              | Hiroki Abe            | Japonsko   | 37,42 (20.) | 6:41,94 (18.) | 1:51,51 (20.) | —             | 114,784    |
| 20.              | Alec Janssens         | Kanada     | 38,14 (22.) | 6:39,87 (17.) | 1:49,98 (19.) | —             | 114,787    |
| 21.              | Sun Lung-ťiang        | Čína       | 36,50 (5.)  | 6:50,93 (22.) | 1:52,75 (22.) | —             | 115,176    |
| 22.              | Joey Mantia           | USA        | 36,96 (15.) | 6:55,19 (23.) | 1:52,32 (21.) | —             | 115,919    |
| 23.              | Marco Cignini         | Itálie     | 38,22 (23.) | 6:42,76 (20.) | 1:53,37 (23.) | —             | 116,286    |
| 24.              | Bram Smallenbroek     | Rakousko   | 37,66 (21.) | ods.          | —             | —             | 37,660     |

ods. = odstoupil

## Ženy
Ženského mistrovství světa ve víceboji se zúčastnilo celkem 24 závodnic, 15 z Evropy: Nizozemsko (4), Polsko (3), Rusko (3), Norsko (2), Itálie (1), Německo (1), Rakousko (1); 6 ze Severní Ameriky: Kanada (3), USA (3); a 3 z Asie: Japonsko (3).
Na šampionát se kvalifikovala také jihokorejská rychlobruslařka Kim Po-rum, po jejím odhlášení připadlo volné místo Japonsku. Rovněž obě české závodnice Karolína Erbanová a Martina Sáblíková, které prošly kvalifikací, se odhlásily a jejich místa připadla Rakousku a Norsku. Jeden den před mistrovstvím se odhlásila i Japonka Eriko Išinová a vzhledem k tomu, že asijská družstva neměla v Hamaru záložní sportovce, její místo připadlo Polsku.
| Pořadí           | Jméno                  | Země       | 500 m       | 3000 m        | 1500 m        | 5000 m       | Počet bodů |
| ---------------- | ---------------------- | ---------- | ----------- | ------------- | ------------- | ------------ | ---------- |
| Zlatá medaile    | Ireen Wüstová          | Nizozemsko | 39,35 (2.)  | 4:05,41 (1.)  | 1:56,30 (1.)  | 7:05,13 (1.) | 161,530    |
| Stříbrná medaile | Diane Valkenburgová    | Nizozemsko | 39,77 (7.)  | 4:08,12 (2.)  | 1:57,87 (5.)  | 7:07,07 (2.) | 163,120    |
| Bronzová medaile | Jekatěrina Šichovová   | Rusko      | 39,57 (5.)  | 4:08,74 (4.)  | 1:56,31 (2.)  | 7:16,48 (5.) | 163,444    |
| 4.               | Linda de Vriesová      | Nizozemsko | 40,44 (12.) | 4:10,20 (5.)  | 1:57,46 (3.)  | 7:09,23 (3.) | 164,216    |
| 5.               | Ida Njåtunová          | Norsko     | 40,03 (9.)  | 4:08,64 (3.)  | 1:58,41 (7.)  | 7:17,26 (6.) | 164,666    |
| 6.               | Jevgenija Dmitrijevová | Rusko      | 40,02 (8.)  | 4:10,57 (6.)  | 1:59,14 (8.)  | 7:19,03 (7.) | 165,397    |
| 7.               | Lotte van Beeková      | Nizozemsko | 39,44 (3.)  | 4:17,17 (15.) | 1:58,07 (6.)  | 7:32,59 (8.) | 166,916    |
| 8.               | Masako Hozumiová       | Japonsko   | 41,85 (23.) | 4:11,60 (7.)  | 2:01,05 (16.) | 7:10,19 (4.) | 167,152    |
| 9.               | Christine Nesbittová   | Kanada     | 38,60 (1.)  | 4:18,13 (18.) | 1:57,47 (4.)  | —*           | 120,777    |
| 10.              | Miho Takagiová         | Japonsko   | 39,53 (4.)  | 4:15,71 (12.) | 1:59,94 (10.) | —            | 122,128    |
| 11.              | Brittany Schusslerová  | Kanada     | 40,17 (10.) | 4:13,24 (9.)  | 1:59,90 (9.)  | —            | 122,342    |
| 12.              | Kali Christová         | Kanada     | 39,66 (6.)  | 4:18,22 (19.) | 2:00,05 (13.) | —            | 122,712    |
| 13.              | Olga Grafová           | Rusko      | 40,50 (14.) | 4:14,97 (11.) | 2:00,20 (14.) | —            | 123,061    |
| 14.              | Luiza Złotkowská       | Polsko     | 40,40 (11.) | 4:17,27 (16.) | 1:59,98 (12.) | —            | 123,271    |
| 15.              | Natalia Czerwonková    | Polsko     | 40,82 (17.) | 4:14,93 (10.) | 1:59,94 (10.) | —            | 123,288    |
| 16.              | Maki Tabataová         | Japonsko   | 40,71 (16.) | 4:15,87 (13.) | 2:00,92 (15.) | —            | 123,661    |
| 17.              | Mari Hemmerová         | Norsko     | 41,60 (22.) | 4:12,50 (8.)  | 2:02,29 (17.) | —            | 124,446    |
| 18.              | Anna Rokitová          | Rakousko   | 41,34 (20.) | 4:17,49 (17.) | 2:02,66 (20.) | —            | 125,141    |
| 19.              | Katarzyna Woźniaková   | Polsko     | 41,11 (19.) | 4:21,10 (22.) | 2:02,56 (19.) | —            | 125,479    |
| 20.              | Anna Ringsredová       | USA        | 40,45 (13.) | 4:26,02 (23.) | 2:02,38 (18.) | —            | 125,579    |
| 21.              | Maria Lambová          | USA        | 41,43 (21.) | 4:20,25 (20.) | 2:03,82 (22.) | —            | 126,078    |
| 22.              | Petra Ackerová         | USA        | 42,03 (24.) | 4:20,44 (21.) | 2:03,63 (21.) | —            | 126,646    |
| 23.              | Francesca Bettroneová  | Itálie     | 41,05 (18.) | 4:32,52 (24.) | 2:06,35 (23.) | —            | 128,586    |
| 24.              | Claudia Pechsteinová   | Německo    | 40,68 (15.) | 4:15,87 (13.) | DNS           | —            | 83,325     |

* Nesbittová se kvalifikovala do čtvrtého závodu, ale odstoupila.